# No Matter What (chanson de Boyzone)
Singles de Boyzone
All That I Need
(1998) I Love The Way You Love Me
(1998)
Clip vidéo
[vidéo] « No Matter What », sur YouTube
No Matter What est une chanson écrite par Andrew Lloyd Webber et Jim Steinman pour leur comédie musicale Whistle Down the Wind,,, (originellement, pour une durée limitée, présentée à Washington en 1996 avant d'être crée dans le West-End en 1998),.
La chanson a été rendue célèbre par le boys band irlandais Boyzone, qui l'a sortie en single en août 1998, quelques semaines après la première dans le West End (le 1er juin). Le boys band a été choisi par Webber pour enregistrer cette chanson, et le lancement du single a été programmé pour coïncider avec la première.
La chanson a débuté à la 1re place du hit-parade britannique des singles (pour la semaine du 9 au 15 août 1998) et gardé cette place deux semaines de plus.